# Kabli
Kabli – wieś w Estonii, w prowincji Parnawa, w gminie Häädemeeste.

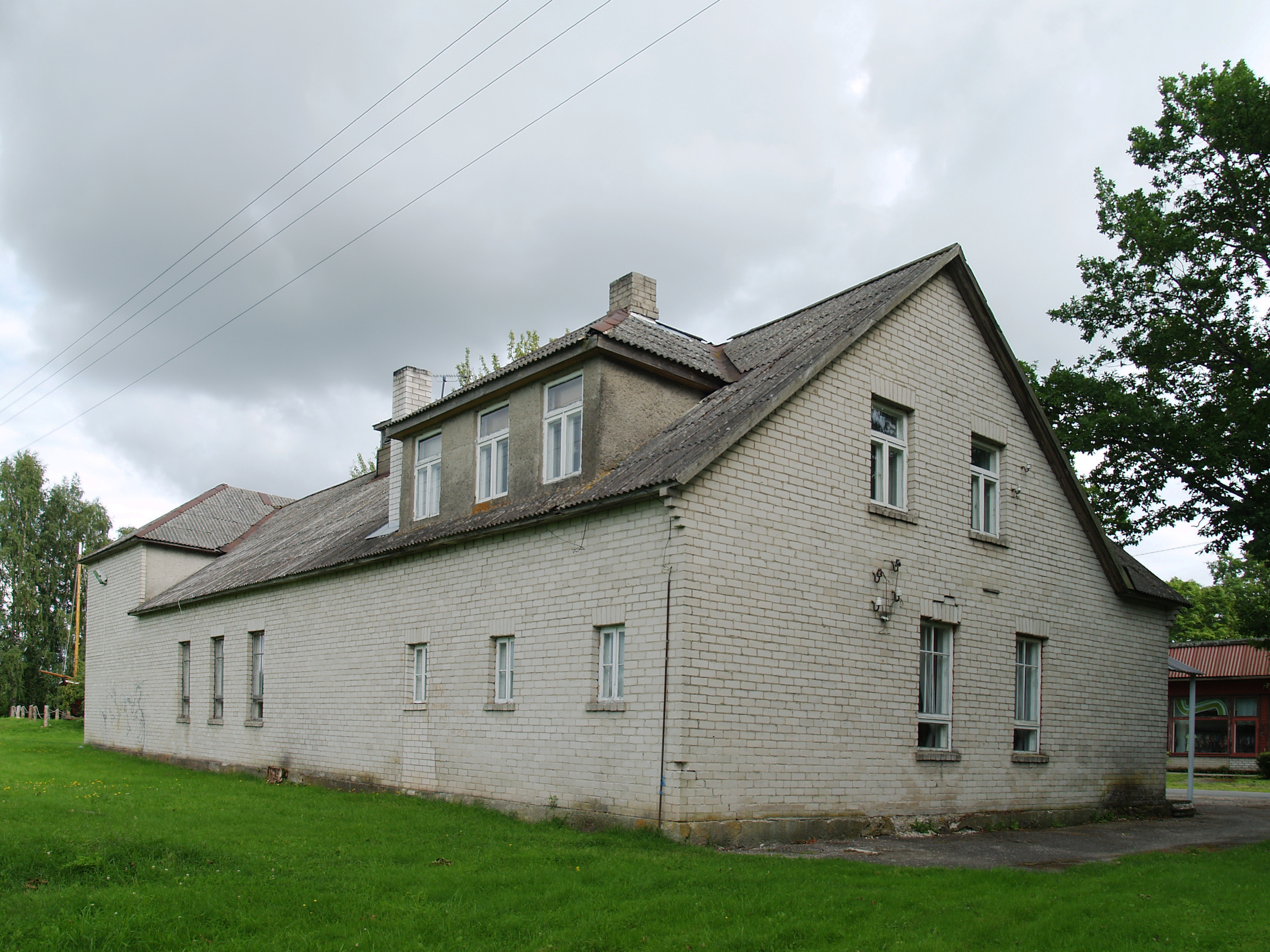
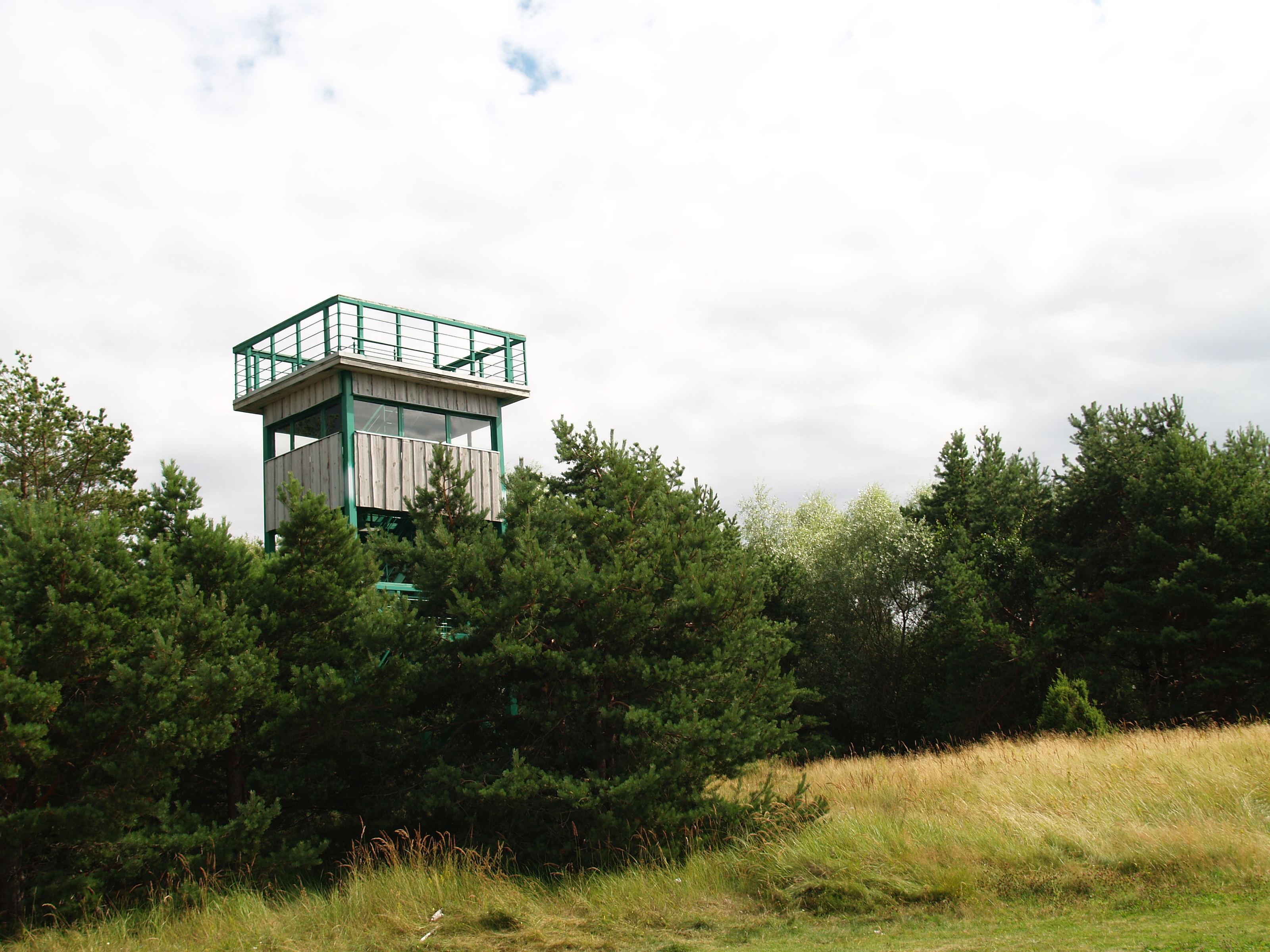
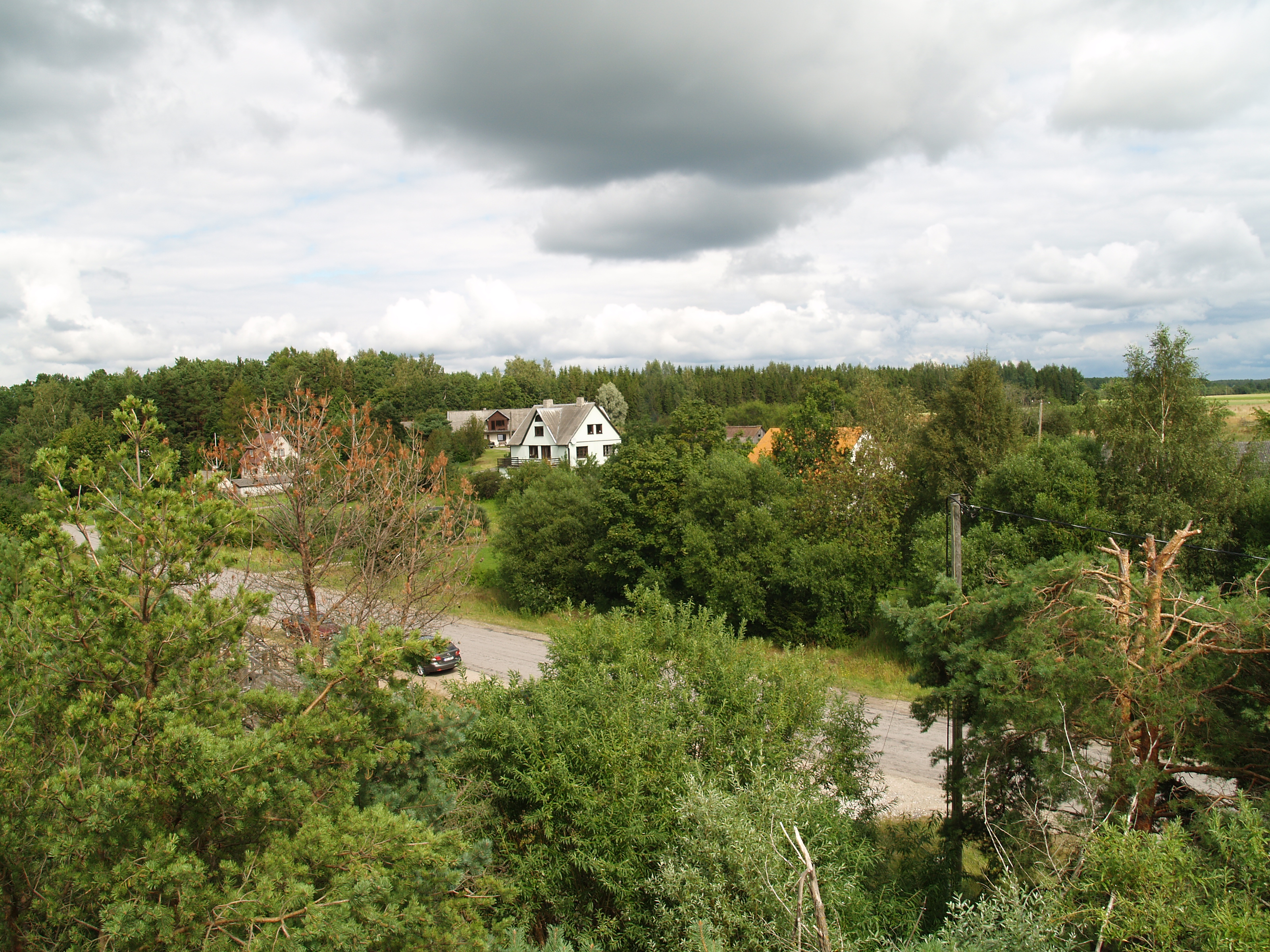
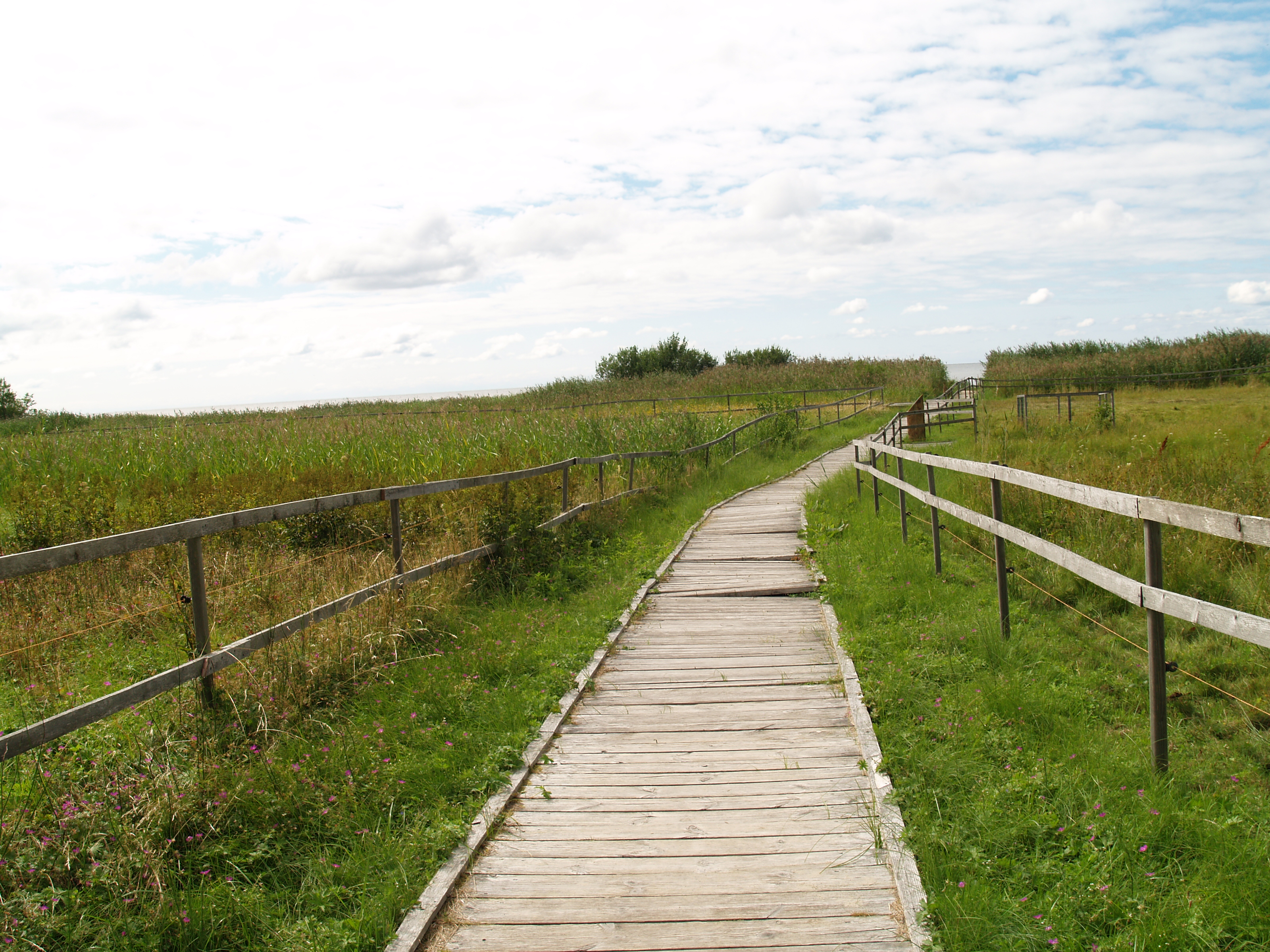